# Adelah Al-Rumi
Adelah Al-Rumi es una deportista kuwaití que compitió en atletismo adaptado. Ganó diez medallas en los Juegos Paralímpicos de Verano entre los años 1980 y 1992.

## Palmarés internacional
| Juegos Paralímpicos | Juegos Paralímpicos                                        | Juegos Paralímpicos | Juegos Paralímpicos |
| Año                 | Lugar                                                      | Medalla             | Prueba              |
| ------------------- | ---------------------------------------------------------- | ------------------- | ------------------- |
| 1980                | Arnhem (Países Bajos)                                      | Medalla de oro      | 60 m 2              |
| 1980                | Arnhem (Países Bajos)                                      | Medalla de oro      | 200 m 2             |
| 1980                | Arnhem (Países Bajos)                                      | Medalla de plata    | Peso 2              |
| 1984                | Nueva York (Estados Unidos) Stoke Mandeville (Reino Unido) | Medalla de oro      | Disco 2             |
| 1984                | Nueva York (Estados Unidos) Stoke Mandeville (Reino Unido) | Medalla de plata    | Peso 2              |
| 1984                | Nueva York (Estados Unidos) Stoke Mandeville (Reino Unido) | Medalla de bronce   | Eslalon 2           |
| 1988                | Seúl (Corea del Sur)                                       | Medalla de oro      | Jabalina 2          |
| 1988                | Seúl (Corea del Sur)                                       | Medalla de oro      | Peso 2              |
| 1988                | Seúl (Corea del Sur)                                       | Medalla de plata    | Disco 2             |
| 1992                | Barcelona (España)                                         | Medalla de plata    | Disco THW4          |